# Optus B1
O Optus B1 (Ex-Aussat B1) foi um satélite de comunicação geoestacionário australiano que foi construído pela Hughes, na maior parte de sua vida útil ele esteve localizado na posição orbital de 160 graus de longitude leste e era operado pela Optus Communications Pty., Ltd. (atual SingTel Optus Pty Limited). O satélite foi baseado na plataforma HS-601 e sua expectativa de vida útil era de 10 anos. O mesmo ficou fora de serviço em maio de 2008 e foi transferido para  a órbita cemitério.

## História
A Empresa de satélite nacional da Austrália, a Optus Communications Pty., Ltd. (atual SingTel Optus Pty Limited), se tornou o primeiro cliente a comprar o satélite modelo Hughes 601 em julho de 1988, quando ordenou a construção de dois satélites de alta potência a ser entregue em órbita para o seu sistema de segunda geração. Em janeiro de 1992, a empresa australiana, conhecida como AUSSAT Pty., Ltd., tornou-se parte da Optus Communications Pty., Ltd., nova operadora de telecomunicações de propriedade privada do país. Os satélites foram chamados de série Optus B.
O Optus B1 tinha um subsistema de energia elétrica que utilizava dois painéis solares de rastreamento de sol para gerar 3200 watts. Os três painéis de asas de matriz solar, eram cobertos com grande área de células solares de silício K4-3/4. Cada painel tinha 2,54 metros por 2,16 metros. A bateria de níquel-hidrogênio de 28 células fornecia capacidade para o satélite funcionar normalmente durante as operações de eclipse, quando o satélite passa pela sombra da Terra. O Optus B1 Perdeu o seu SCP primário em 21 de maio de 2005, causando uma interrupção no serviço. O que demonstrou que era precisa de um substituto para o mesmo com urgência. Em 30 de março de 2006, o satélite novamente enfrentou problemas, desta vez ele sofreu uma queda de 6:52-20:30 UT. O satélite saiu de serviço em maio de 2008 e foi enviado para a órbita cemitério.

## Lançamento
O satélite foi lançado com sucesso ao espaço no dia 13 de agosto de 1992, por meio de um veiculo Longa Marcha 2E, lançado a partir do Centro Espacial de Xichang, na China. Ele tinha uma massa de lançamento de 2.858 kg.

## Capacidade e cobertura
O Optus B1 era equipado com 15 transponders em banda Ku e um em banda L para fornecer serviços via satélite para a Austrália e Papua Nova Guiné.